# Alexandru Vlahuță
Alexandru Vlahuță (Pleșești, 5 de septiembre de 1858 – Bucarest, 19 de noviembre de 1919) fue un escritor rumano.

## Biografía
Hijo de un pequeño terrateniente, asistió a la escuela secundaria de Bârlad y se matriculó en la Facultad de Derecho de la Universidad de Bucarest, pero al cabo de un año tuvo que abandonarla debido a la precaria situación económica.
Empezó a trabajar primero como tutor y luego como profesor en Târgoviște, impartiendo magisterio posteriormente en varias escuelas de Bucarest entre 1884 y 1893. Finalmente fue nombrado inspector escolar de los distritos de Prahova y Buzău.
Vlahuță colaboró con George Coșbuc en la producción y edición de las revistas Vieața (1893-1896) y Sămănătorul (1901).
Durante la Primera Guerra Mundial vivió primero en Iași y luego en Bârlad; durante este período varios escritores jóvenes, entre ellos Vasile Voiculescu, le pidieron consejo y que viera sus obras.
Vlahuţă murió en Bucarest y la casa donde vivía alberga un museo dedicado a él.

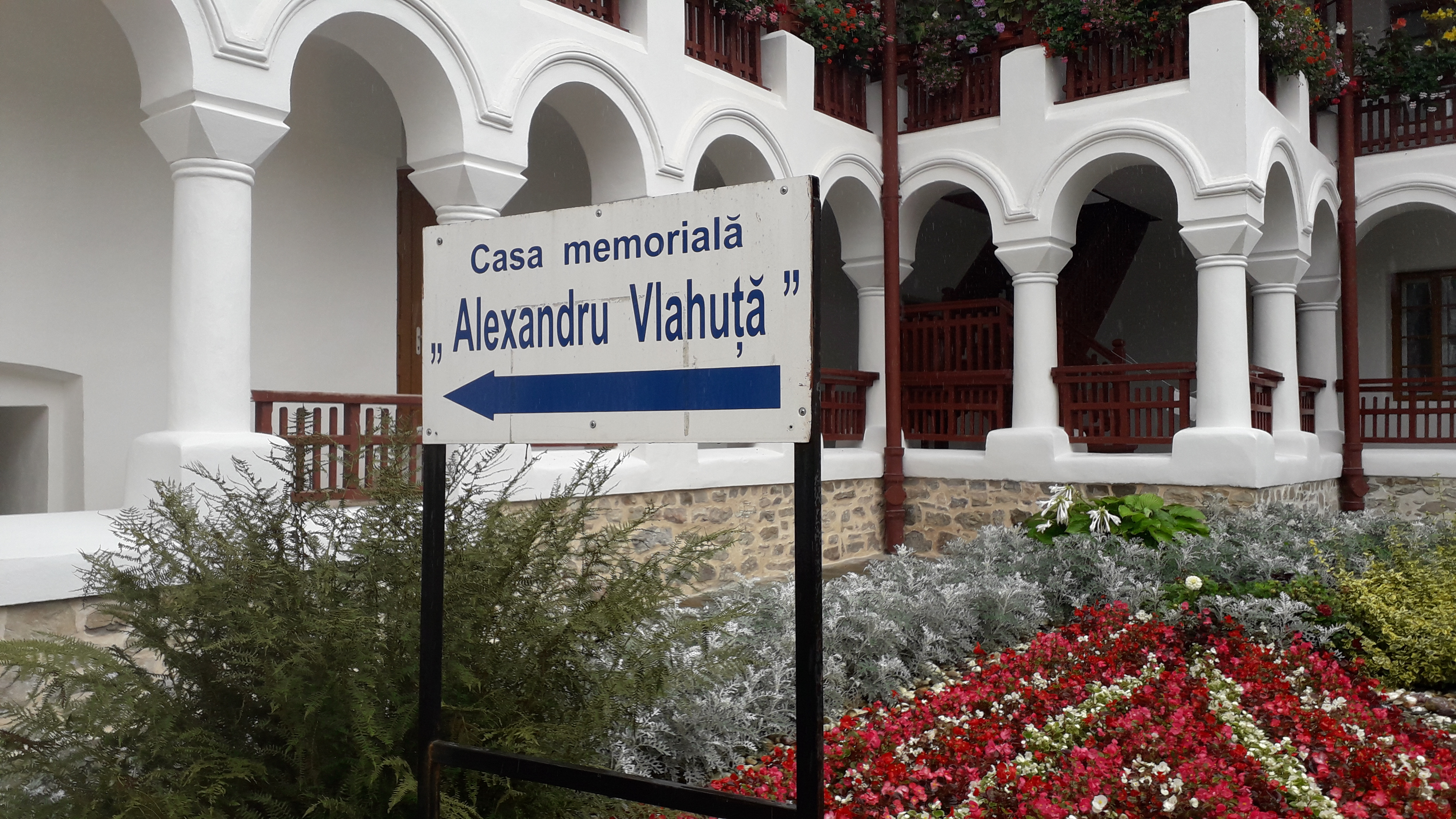
Casa Museo en Agapia

## Obras
- Romania pitoreasca - Bucarest - Cartea Romanesca - 1939
- Versuri și proza - Bucarest - Albatros - 1971
- În viitoare - Bucarest - Tineretului - 1960
- Dan - Bucarest - Tineretului - 1960
- Pictorul N. I. Grigorescu: viață și opera lui - Craiova - Scrisul Romanesc - 1939
- Poezii - Bucarest - Editura pentru literatura - 1968
- Schite și Nuvele - Bucarest - Tineretului - 1953
- De-a baba oarba - Bucarest - Tineretului - 1965